# The Cyclone Kid (film, 1942)
Pour les articles homonymes, voir The Cyclone Kid.
Pour plus de détails, voir Fiche technique et Distribution.
The Cyclone Kid est un film américain réalisé par George Sherman, sorti en 1942.

## Fiche technique
- Titre français : The Cyclone Kid
- Réalisation : George Sherman
- Scénario : Richard Murphy
- Photographie : Bud Thackery
- Montage : Edward Schroeder
- Pays de production : États-Unis
- Format : Noir et blanc - 1,37:1
- Genre : western
- Durée : 57 minutes
- Date de sortie : 1942

## Distribution
- Donald Barry : Johnny Dawson alias Cyclone Kid
- Lynn Merrick : Mary Phillips
- John James : Dr Bill Dawson
- Alex Callam : Big Jim Johnson
- Joel Friedkin : Juge Phillips
- Slim Andrews : Arkansas Slim
- Rex Lease : Ben Rankin
- Monte Montague : Shériff
- Joe McGuinn : Ames
- Frank LaRue : Marshal Jack